# 临江镇 (樟树市)
临江镇，是中华人民共和国江西省宜春市樟树市下辖的一个乡镇级行政单位。

## 行政区划
临江镇下辖以下地区：
西大街社区、民主街社区、府前街社区、双洲村、渚塘村、姜璜村、芦阳村、武塘村、尹家村、寒山村、枫林观村、庙前村、彻埠村、王家圳村、仰山村、芦塘村、前祝村、纽塘村和临江村。

## 中国历史文化名镇
临江镇为中国历史文化名镇。

## 交通
- 沪昆铁路：临江镇站